# Andrew Rutherfurd
Andrew Mark Rutherfurd Aliaga (ur. 21 grudnia 1988 w Californii) – boliwijski pływak.
Rutherfurd uczestniczył w Letnich Igrzyskach Olimpijskich 2012, organizowanych w Londynie. Brał wówczas udział w jednej konkurencji pływania, przepłynięcia 100 m stylem dowolnym, gdzie zajął 41. miejsce. Były to jedyne igrzyska olimpijskie, w jakich Rutherfurd wziął udział.